# Diocesi di Maturba
La diocesi di Maturba (in latino: Dioecesis Maturbensis) è una sede soppressa e sede titolare della Chiesa cattolica.

## Storia
Maturba, nell'odierna Algeria, è un'antica sede episcopale della provincia romana della Mauritania Cesariense.
Unico vescovo conosciuto di questa diocesi africana è Lucio, il cui nome appare al 90º posto nella lista dei vescovi della Mauritania Cesariense convocati a Cartagine dal re vandalo Unerico nel 484; Lucio era già deceduto in occasione della redazione di questa lista.
Dal 1933 Maturba è annoverata tra le sedi vescovili titolari della Chiesa cattolica; la sede è vacante dal 9 novembre 2024.

## Cronotassi

### Vescovi residenti
- Lucio † (menzionato nel 484)

### Vescovi titolari
- Alphonse Streit † (21 maggio 1970 - 22 giugno 1970 deceduto)
- Silas Silvius Njiru † (2 ottobre 1975 - 9 dicembre 1976 nominato vescovo di Meru)
- Luis Gabriel Romero Franco (6 maggio 1977 - 15 aprile 1986 nominato vescovo di Facatativá)
- Leopoldo José Brenes Solórzano (13 febbraio 1988 - 2 novembre 1991 nominato vescovo di Matagalpa)
- Luiz Antônio Guedes (29 gennaio 1997 - 24 ottobre 2001 nominato vescovo di Bauru)
- Francis Daw Tang (15 gennaio 2002 - 3 dicembre 2004 nominato vescovo di Myitkyina)
- José Luís Gerardo Ponce de León, I.M.C. (24 novembre 2008 - 29 novembre 2013 nominato vescovo di Manzini)
- Paul Simick (25 aprile 2014 - 9 novembre 2024 nominato vescovo di Bagdogra)